# Will Aitken
Will Aitken (Terre Haute, 1 de junio de 1949) es un novelista, periodista y crítico de cine estadounidense-canadiense.

## Biografía
Originario de Terre Haute, Indiana, reside en Montreal, Quebec desde que se mudó a esa ciudad para asistir a la Universidad McGill en 1972. En Montreal, fue cofundador de la primera librería LGBT de la ciudad, Librairie L'Androgyne, en 1973. También ha trabajado como periodista artístico y crítico de cine para diversos medios de comunicación, incluidos CBC, BBC, National Public Radio, The Globe and Mail, Maclean's, The Paris Review, Christopher Street y National Post.
Publicó su primera novela, Terre Haute, en 1989. Desde entonces ha publicado dos novelas más.
Enseñó estudios cinematográficos en el Dawson College de Montreal. En 2011, publicó Death in Venice: A Queer Film Classic, un análisis crítico de la película Muerte en Venecia de Luchino Visconti de 1971, como parte de la serie Queer Film Classics de Arsenal Pulp Press.
Su libro de 2018, Antigone Undone: Juliette Binoche, Anne Carson, Ivo Van Hove and the Art of Resistance, fue publicado por University of Regina Press. El libro fue finalista del Premio Hilary Weston Writers' Trust de no ficción de 2018.

## Obra

### Novelas
- Terre Haute. 1989, ISBN 978-0385298728.
- A Visit Home. 1993, ISBN 978-0671747077.
- Realia. 2000, ISBN 978-0679310402.
- The Swells. 2021, ISBN 978-1487009694.

### No ficción
- Death in Venice: A Queer Film Classic. 2011, ISBN 978-1551524184.
- Antigone Undone: Juliette Binoche, Anne Carson, Ivo Van Hove, and the Art of Resistance. 2018, ISBN 978-0889775213.

### Antologías
- Madder Love: Queer Men and the Precincts of Surrealism (ed. Peter Dubé). 2008.